# 环苯扎林
环苯扎林（英語：cyclobenzaprine）是一種肌肉鬆弛劑，用於治療突發性肌肉骨骼疾病引起的肌肉痙攣。對腦性麻痺沒有用處。是通過口服给药的。建議使用時間不要超過幾週。
常見的副作用包括頭痛、疲倦、頭暈和口乾。嚴重的副作用可能包括心跳不規則。沒有證據表明妊娠會造成傷害，但尚未在這一人群中進行充分研究。不得與MAO抑制劑一起使用。現時尚不清楚是如何運作的。
环苯扎林於1977年在美國被準予用於醫療用途。是一种通用名药物。在美國，截至2018年，每劑的批發成本不到0.05美元。2017年，环苯扎林是美國第43大最常見的處方藥，處方數量超過1700萬張。